# Lovely Rita
Lovely Rita è una canzone dei Beatles pubblicata nel 1967 nell'album Sgt. Pepper's Lonely Hearts Club Band, scritta e cantata da Paul McCartney, ma accreditata per convenzione al duo compositivo Lennon/McCartney.

## Descrizione

### Origine e storia
Il termine "meter-maid" era poco conosciuto nel Regno Unito prima dell'uscita della canzone. Era uno slang dell'inglese americano per indicare le vigilesse, già datato all'epoca. Secondo certe fonti, l'ispirazione per la canzone giunse a McCartney quando una vigilessa, di nome Meta Davis, gli fece una contravvenzione per parcheggio abusivo fuori degli Abbey Road Studios. Invece di arrabbiarsi, Paul accettò la multa ed espresse i suoi sentimenti (sarcastici) in musica.
In un primo momento, McCartney aveva intenzione di scrivere un brano dove la zelante vigilessa sarebbe stata un personaggio negativo, da odiare; ma successivamente decise, in accordo con le atmosfere positive del movimento hippy Flower Power dell'epoca, che sarebbe stato meglio amarla.

### Registrazione

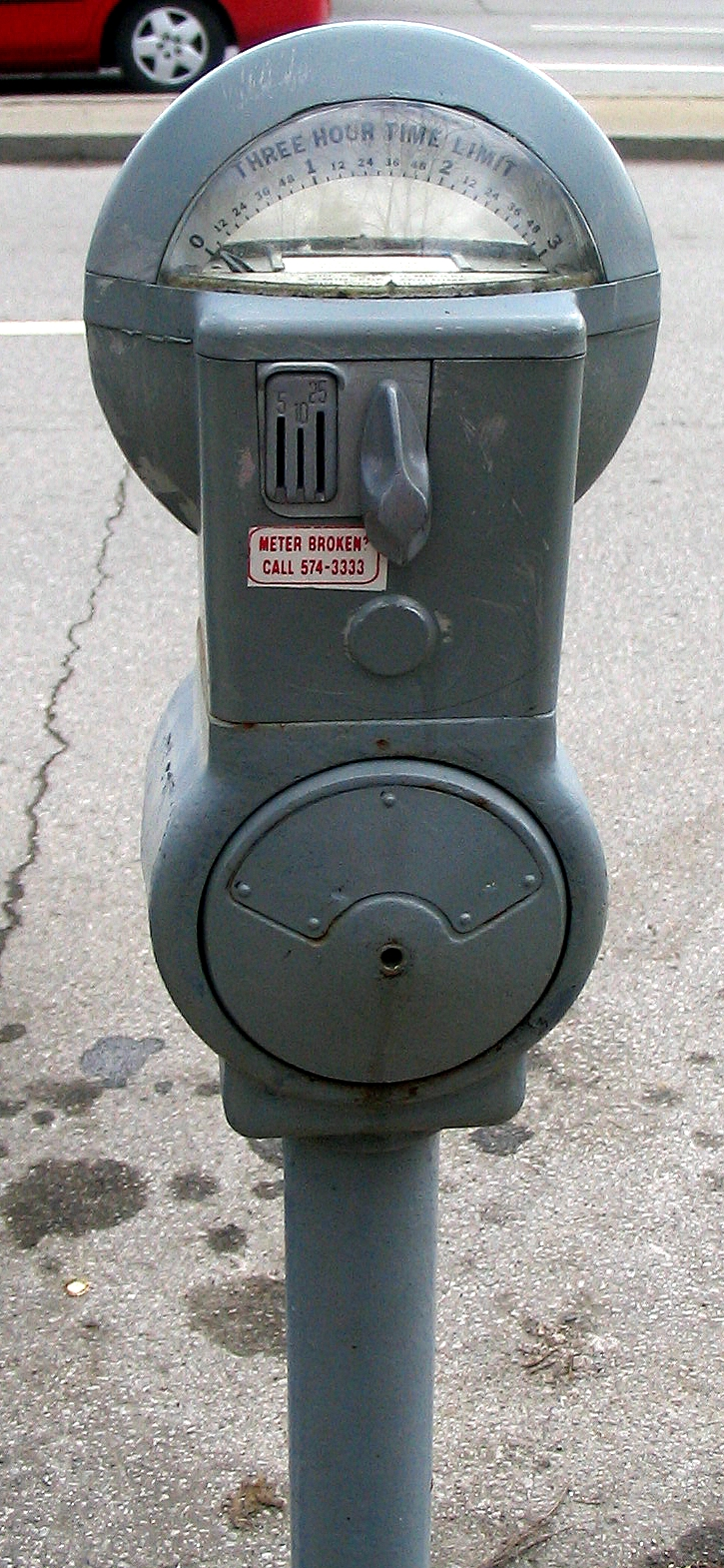
Il parchimetro fornì a McCartney l'idea per il brano

Le sedute di registrazione per il brano iniziarono il 23 febbraio 1967. Usando un banco a quattro piste audio, la prima esecuzione conteneva la chitarra di Harrison sulla prima pista, la chitarra di Lennon sulla seconda, la batteria di Ringo sulla terza, e il pianoforte di McCartney sulla quarta. Una volta che le piste furono bilanciate, la band aggiunse il cantato, il basso e un coro in tre parti. Un secondo pianoforte, suonato da George Martin e trattato elettronicamente in modo che entrasse ed uscisse dalla canzone, fu aggiunto per il suo assolo caratteristico nel brano. Il 21 marzo, il mixaggio mono fu completato e un mese dopo fu terminato anche quello stereo.
Gli strani rumori che si sentono nella canzone dopo il verso «and the bag across her shoulder / made her look a little like a military man» sono John Lennon, Paul McCartney, e George Harrison che suonano dei pettini con della carta arrotolata sopra. Mal Evans era stato mandato nei bagni di Abbey Road a prendere la carta igienica (che aveva stampato sopra "PROPERTY OF EMI" (proprietà della EMI)). Questa fu usata per essere arrotolata sui pettini in modo che, soffiandoci dentro, si avesse un suono simile a quello di un kazoo.
Secondo il batterista dei Pink Floyd Nick Mason, i quattro membri originari del gruppo (Syd Barrett, Roger Waters, Rick Wright, e Mason) erano presenti in studio ad assistere mentre i Beatles registravano Lovely Rita.

## Formazione
The Beatles
- Paul McCartney - voce, pianoforte, basso, pettine e carta velina
- John Lennon - cori, chitarra ritmica acustica, pettine e carta velina, percussione vocale
- George Harrison - cori, chitarra ritmica acustica, pettine e carta velina
- Ringo Starr - batteria, pettine e carta velina

Altri musicisti
- George Martin - pianoforte

Crediti
- George Martin - produttore
- Geoff Emerick - ingegnere del suono

## Cover
- Nel 1976, Roy Wood membro dell'Electric Light Orchestra e degli Wizzard registrò la canzone per il documentario musicale All This and World War II.
- Nel 1968, la canzone è stata reinterpretata anche da Fats Domino nel suo album Fats is back!.
- Nel 1992, i Big Daddy registrarono una versione anni Cinquanta della canzone nella loro rilettura in chiave Fifties di Sgt. Pepper's Lonely Hearts Club Band, Big Daddy – Sgt. Pepper's.
- Nel 2007, i Travis registrarono la canzone per It Was 40 Years Ago Today, uno special televisivo in cui artisti contemporanei ri-registravano i brani di Sgt. Pepper usando lo stesso studio, gli stessi tecnici e le medesime attrezzature tecniche dell'originale.
- Les Fradkin ha registrato una versione strumentale del pezzo nel suo disco del 2007 Pepper Front To Back.